# 薩西夫卡 (斯瓦利亞瓦區)
48°33′58″N 23°4′10″E / 48.56611°N 23.06944°E
薩西夫卡（烏克蘭語：Сасівка），是烏克蘭西部的村莊，隸屬外喀爾巴阡州的穆卡切沃區。該村始建於1855年，面積1.37平方公里，海拔高度311米，2001年人口1,412。